# Orkide
|  | Sammenskrivningsforslag Artiklerne Gøgeurt-familien, Orkide er foreslået sammenskrevet. (Siden august 2021) Diskutér forslaget |

Orkidé er en plante der er medlem af Orkidé-familien (Orchidaceae).
Orkidéer er kendt for de ofte meget smukke blomster, og for visse slægter en meget lang holdbarhed, som f.eks. Phalaenopsis-hybrider der kan blomstre i adskillige måneder uafbrudt.
Langt de fleste orkidéer, der dyrkes på en vindueskarm, er (sub-)tropiske planter, og kræver derfor høj luftfugtighed, hvilket gør de ikke tåler at stå over en radiator eller lignende varmelegeme, og de tåler heller ikke temperaturer under 10-16 °C i ret lang tid.
Desuden er mange af dem epifytter, dvs. at de ikke gror i jorden, men på andre planter, primært træer, og derfor må disse aldrig plantes i almindelig jord. Der findes dog også mange terrestriske orkidéer, som lever i almindelig jord, herunder alle de danske orkidéer.
De naturlige danske orkidéer er selvsagt helt vinterhårdføre, og idet de visner ned til underjordiske knolde for at overvintre i dvale under jorden. Der vokser cirka 35 arter af orkidéer i Danmark.
Alle danske orkidéer er fredede og det er derfor ikke tilladt at grave dem op eller på anden måde at forstyrre dem i naturen. Desuden er al import til og eksport fra EU underkastet restriktioner og skal godkendes i forvejen af myndighederne.
Orkidédyrkning er en udbredt hobby og Dansk Orchide Klub arrangerer møder, foredrag og udstillinger for interesserede.